# Claude Lelouch
Claude Barruck Joseph Lelouch (Parigi, 30 ottobre 1937) è un regista, sceneggiatore e produttore cinematografico francese.

## Biografia
Lelouch nacque nel IX arrondissement di Parigi il 30 ottobre del 1937, figlio di Simon Lelouch, d'origine ebraico-algerina, e di Charlotte Abeilard, convertitasi all'ebraismo in occasione delle nozze. Appassionato all'arte cinematografica fin dall'infanzia, nel 1955, ottenuto il diploma, ricevette in dono dal padre una cinepresa, con la quale girò il mondo per filmare documentari. Rientrò in patria per espletare il servizio di leva, al termine del quale fondò, con l'apporto economico della famiglia, una sua casa di produzione, Les films 13.
Nel 1956 fu tra gli operatori di ripresa della prima opera televisiva di Roberto Rossellini, Psychodrame. Per i primi anni diresse e produsse diversi cortometraggi e video musicali destinati agli Scopitone (jukebox dotati di schermo a retroproiezione). Nel 1960 approdò al lungometraggio con Ciò che è proprio dell'uomo (Le propre de l'homme). Il successo internazionale giunse nel 1966 con la regia di Un uomo, una donna (Un homme et une femme), col quale si aggiudicò un Oscar e la Palma d'oro al Festival di Cannes.
Nel 1976 fece discutere per il cortometraggio C'était un rendez-vous, in cui mostra dalla prospettiva del pilota otto minuti di guida spericolata per il centro di Parigi. Il filmato sparì dalla distribuzione per numerosi anni e il regista fu convocato per spiegazioni alla "Prefecture de Police" di Parigi, senza conseguenze e senza seguito. Solo trent'anni più tardi, nel 2006, lo stesso Lelouch spiegò il "making of" di tale "cortometraggio-verità", smentendo alcune leggende secondo le quali alla guida si trovasse il pilota professionista di Formula 1 Jacky Ickx a bordo di una Ferrari, e affermando di aver condotto egli stesso la propria Mercedes Benz 450 SEL 6.9 doppiata nel film dal motore della sua Ferrari 275 GTB. La Mercedes in oggetto aveva sospensioni autolivellanti al retrotreno e fu molto utile per mantenere sempre costante l'altezza dell'inquadratura e la visione della telecamera montata sul paraurti anteriore. La vasta produzione degli anni successivi lo portò a vincere un Golden Globe nel 1996 per il film I miserabili (Les misérables), tratto dal romanzo di Victor Hugo.

## Vita privata
Il regista si è sposato quattro volte: la prima nel 1967 con Christine Cochet, unione da cui nasce un figlio; il secondo matrimonio dura dal 1986 al 1992 con Marie-Sophie Pochat (nota come Marie-Sophie L.), che lo renderà padre tre volte; il terzo dal 1995 al 2009 con l'attrice e ballerina italiana Alessandra Martines, con la quale ha una figlia. Ha avuto un altro figlio dalla modella svedese Gunilla Friden e uno dall'attrice Évelyne Bouix. Tutte le mogli hanno partecipato a diversi suoi film e tutti i suoi sette figli sono stati battezzati con un nome che inizia per S. Il 17 giugno 2023 ha sposato la scrittrice Valérie Perrin, sua compagna dal 2006.

## Filmografia
- USA alla rinfusa (USA en vrac) – cortometraggio (1957)
- Una città non come le altre (Une ville pas comme les autres) – cortometraggio (1957)
- Quand le rideau se lève – mediometraggio documentario (1957)
- La guerra del silenzio (La Guerre du silence) – cortometraggio documentario (1959)
- I meccanici dell'aviazione – cortometraggio documentario (1959)
- S.O.S. Elicottero – cortometraggio documentario (1959)
- Ciò che è proprio dell'uomo (Le Propre de l'homme) (1960)
- L'amore senza ma... (L'amour avec des si...) (1962)
- Una ragazza e quattro mitra (Une fille et des fusils) (1964)
- La donna è uno spettacolo (La Femme spectacle) (1964)
- Operazione golden car (Les Grands Moments) (1966)
- Un uomo, una donna (Un homme et une femme) (1966)
- Lontano dal Vietnam (Loin du Vietnam) (1967) - film collettivo a episodi
- 13 jours en France – documentario (1968) - regia con François Reichenbach
- Vivere per vivere (Vivre pour vivre) (1967)
- Un tipo che mi piace (Un homme qui me plaît) (1969)
- La vita, l'amore, la morte (La vie, l'amour, la mort) (1969)
- La canaglia (Le Voyou) (1970)
- Tre dritti a St. Tropez (Smic, smac, smoc) (1971)
- L'avventura è l'avventura (L'aventure, c'est l'aventure) (1972)
- Ciò che l'occhio non vede (Visions of Eight) (1973) - film collettivo a episodi
- Una donna e una canaglia (La Bonne Année) (1973)
- Il matrimonio (Mariage) (1974)
- Tutta una vita (Toute une vie) (1974)
- Il gatto, il topo, la paura e l'amore (Le Chat et la Souris) (1975)
- Un appuntamento (C'etait un rendez vous) – cortometraggio (1976)
- La fabbrica degli eroi (Le Bon et les Méchants) (1976)
- Chissà se lo farei ancora (Si c'était à refaire) (1976)
- Un altro uomo, un'altra donna (Un autre homme, une autre chance) (1977)
- Agenzia matrimoniale A (Robert et Robert) (1978)
- A noi due (À nous deux) (1979)
- Bolero (Les Uns et les Autres) (1981)
- Édith et Marcel (1983)
- Viva la vita (Viva la vie!) (1984)
- Tornare per rivivere (Partir, revenir) (1985)
- Un uomo, una donna oggi (Un homme et une femme vingt ans déjà) (1986)
- Una storia dei nostri giorni (Attention bandits!) (1986)
- Una vita non basta (Itinéraire d'un enfant gâté) (1988)
- Ci sono dei giorni... e delle lune (Il y a des jours... et des lunes) (1990)
- La belle histoire (1991)
- L'amante del tuo amante è la mia amante (Tout ça... pour ça!) (1993)
- I miserabili (Les Misérables) (1995)
- Lumière et compagnie (1995) - film collettivo a episodi
- Uomini & donne - Istruzioni per l'uso (Hommes femmes: mode d'emploi) (1996)
- Per caso o per azzardo (Hasards ou coincidences) (1998)
- Una per tutte (Une pour toutes) (1999)
- And Now... Ladies & Gentlemen (2002)
- Francia (France), episodio di 11 settembre 2001 (11'09"01 - September 11) (2002)
- Le Genre humain, première partie: Les Parisiens (2004)
- Le Courage d'aimer (2005)
- Il cinema sul boulevard (Cinéma de Boulevard), episodio di Chacun son cinéma - A ciascuno il suo cinema (Chacun son cinéma ou Ce petit coup au cœur quand la lumière s'éteint et que le film commence) (2007)
- Roman de gare (2007)
- Ces amours-là (2010)
- D'un film à l'autre (2011)
- Parliamo delle mie donne (Salaud, on t'aime) (2014)
- Uno più una (Un + une) (2015)
- Chacun sa vie (2017)
- I migliori anni della nostra vita (Les Plus Belles Années d'une vie) (2019)
- La Vertu des impondérables (2019)
- Le Grand Rendez-vous – cortometraggio (2020)
- L'amour c'est mieux que la vie (2021)
- Finalement - Storia di una tromba che si innamora di un pianoforte (Finalement) (2024)